# 魔術師 (1958年の映画)
『魔術師』（まじゅつし、Ansiktet）は、イングマール・ベルイマン監督・脚本による1958年のスウェーデンの映画である。
第31回アカデミー賞の外国語映画賞にはスウェーデン代表作として出品されたが、ノミネートには至らなかった。

## ストーリー
魔術師の一座は、町の入口で馬車をとめられ、大きな屋敷につれていかれる。
そこでは町の指導者である領事、警察署長、医師が待ちかまえていた。かれらは、一座がこれまでに出していた広告を根拠に一座の活動をとがめる。広告には、動物磁気による治療と降霊術があった。それは公序良俗に反するとかれらは考えたのだ。一座の釈明に承服しえない街の指導者たちは、翌日、明るくなってから一座の出し物を目の前で演じさせることにした。
その夜、一座の面々は町の旅館ではなく、このまま領事の屋敷に泊まらされ、食事も使用人たちのところでとるよう指示される。
使用人たちは魔術師の一座に興味津々であり、一座の面々はそんな使用人たちに媚薬を売りつける。媚薬は偽薬であることが一座の内輪の会話からわかる。
魔術師には領事の妻が会いに来て、亡くなった娘の霊に会いたいという希望を告げる。そして深夜に寝室へ来てほしいと誘う。
他方、領事は魔術師の妻に会って話をし、魔術師夫妻の過去の一端に触れていた。
夜がふけると、食堂にのこって酔いつぶれていた使用人たちの元に幽霊があらわれれ騒ぎがおきる。
このようにしてこの夜に、過去と現在があわただしく語られ、朝を迎えた。
屋敷の居間、指導者たちのすぐ目の前で、魔術師たちは出し物を始める。
1つ目の出し物は空中浮揚。仕掛けはすぐに見つけられバラされてしまう。
2つ目の出し物は警察長官の妻への催眠術。どんな隠しごともペラペラとくちにしてしゃべってしまう術にかけられるが、それが本当に催眠術によるものなのか、警察長官の妻が悪ふざけしているのかわからぬままに終わりになる。
3つ目の出し物も催眠術。目に見えない手かせをかけるという。屋敷の警備の男が指導者たちから推薦される。男は昨夜の幽霊騒ぎを体験しているので尻込みをするものの指導者たちの命令には逆らえない。見えない手かせがはめられると男はうごけなくなってしまう。もだえ苦しむ男は魔術師に飛びかかり首を絞める。術は解け、男は逃げる。床に倒れてうごかない魔術師に、領事の妻が悲鳴をあげ失神する。妻は別室へと移動、皆が戻ってくると魔術師が死んだことが知らされる。
この騒ぎにたいして指導者たちは法で定められた手続きを素早くおこない、事故として解決を図ろうとする。
医師による検視をおこなうことが警察署長によって告げられる。
検視は屋敷の屋根裏部屋でおこなわれた。解剖が済み、検案書（死亡証明書）をしたためる医師の元に怪異がおこる。逃げていく医師の前についに魔術師が姿を現す。恐怖の叫び声をあげる医師に襲いかかる魔術師を魔術師の妻が寸前で止める。
すべてはトリックであった。
魔術師とその妻は医師に町からすぐに出たいと頼んだ。警察に追われていたのだ。医師はそれをのんだ。一座の他のものは引き際を感じ、同行しないことにした。魔術師の一座の御者となかよくなっていた女の使用人がいっしょに行かせてくれることを望んだ。魔術師の妻はそれを許可する。女は御者とともに荷物を取りに行ったが、なかなか帰ってこない。魔術師の妻は馬車の外になにかを見つけ「もう手遅れだわ」と観念する。
翌朝、ふたたび屋敷に戻された魔術師とその妻が、町の指導者たちから聞かされた言葉は意外なものだった。魔術を見たいと国王が魔術師たちを王宮へ招聘したのだった。

## キャスト
- マックス・フォン・シドー - 魔術師。アルベット・ヴォーグレル博士
- イングリッド・チューリン - 魔術師の弟子、青年アマン
- オーケ・フリーデル（英語版） - 一座のマネージャー、テューバル
- ラーシュ・エクボルイ（英語版） - 一座の御者
- ナイマ・ウィフストランド（英語版） - 魔術師の祖母
- エルランド・ヨセフソン - 領事エーゲルマン
- グンナール・ビョルンストランド - 医師ヴェルゲールス
- トイヴォ・パヴロ（英語版） - 警察署長スタルベック
- イェートルド・フリード（英語版） - 領事の妻
- ウッラ・シェーブロム（英語版） - 警察署長の妻
- シフ・ルット（英語版） - 料理番ソフィーア
- ビビ・アンデショーン - 御者と仲良くなる使用人サーラ
- ビルギッタ・ペテルソン（英語版） - 使用人サンナ
- オスカー・ジャング（英語版） - 大柄な厩務員
- アクセル・デューバリ（英語版） - 下男
- ベント・エケロート（英語版）- 病人

## 評価
Rotten Tomatoesでは10件の批評家レビューすべてが肯定的なものとなっている。『シカゴ・リーダー』のドン・ドゥルカーは「ベルイマンのもっとも緊密に構造化された恐ろしい映画のひとつ」と評している。
ウディ・アレンはベルイマンを知らない人に勧める5作品のうちの1つとして『魔術師』を挙げた。